# 4-碘吡啶
4-碘吡啶是一种有机化合物，化学式为C5H4IN，是碘吡啶的同分异构体之一。它可由4-氨基吡啶反应得到重氮盐后与碘化钾反应得到。4-氯吡啶盐酸盐和碘化钠在乙腈中反应也可以得到4-碘吡啶。它和芳基硼酸在四(三苯基膦)钯的催化下反应，可以得到4-吡啶基芳基化合物。